# Innafushi (Haa Dhaalu-atol)
Innafushi is een van de onbewoonde eilanden van het Haa Dhaalu-atol behorende tot de Maldiven.